# Глена
Глена́ (фр. Glénat, окс. Glenat) — коммуна во Франции, находится в регионе Овернь. Департамент — Канталь. Входит в состав кантона Ларокбру. Округ коммуны — Орийак.
Код INSEE коммуны — 15076.
Коммуна расположена приблизительно в 440 км к югу от Парижа, в 125 км юго-западнее Клермон-Феррана, в 21 км к западу от Орийака.

## Население
Население коммуны на 2008 год составляло 216 человек.
| 1962 | 1968 | 1975 | 1982 | 1990 | 1999 | 2008 |
| ---- | ---- | ---- | ---- | ---- | ---- | ---- |
| 321  | 371  | 298  | 302  | 271  | 223  | 216  |

## Администрация
| Период | Период | Фамилия            | Партия | Примечания |
| ------ | ------ | ------------------ | ------ | ---------- |
| 1937   | 1977   | Поль-Антуан Тираби |        |            |
| 1977   | 1983   | Жак Кро            |        |            |
| 1983   | 2008   | Рене Лавернь       |        |            |
| 2008   |        | Жан-Поль Бейль     |        |            |

## Экономика

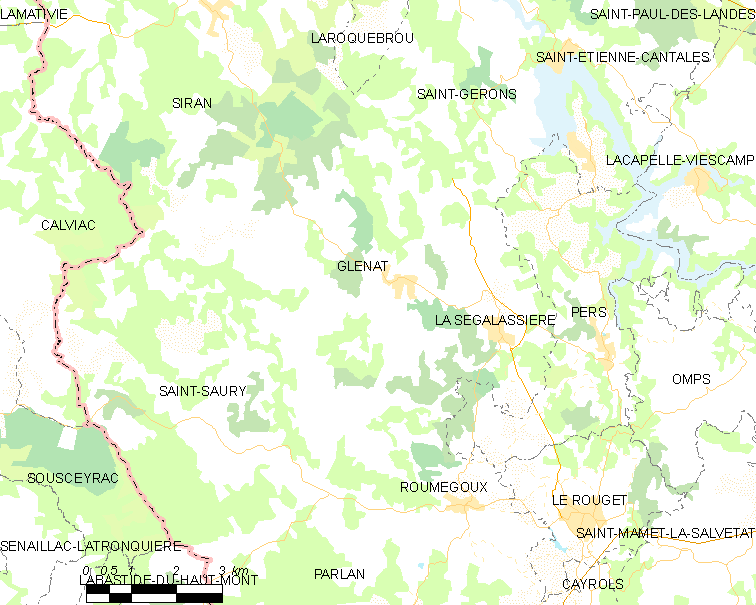
Карта коммуны

В 2007 году среди 120 человек в трудоспособном возрасте (15—64 лет) 92 были экономически активными, 28 — неактивными (показатель активности — 76,7 %, в 1999 году было 70,9 %). Из 92 активных работали 87 человек (46 мужчин и 41 женщина), безработных было 5 (3 мужчин и 2 женщины). Среди 28 неактивных 8 человек были учениками или студентами, 10 — пенсионерами, 10 были неактивными по другим причинам.

## Достопримечательности
- Замок Ла-Грийьер[фр.] (XIV век). Памятник истории с 1987 года[3]